# Lisa Dean
Lisa Dean (* vor 1985) ist eine US-amerikanische Szenenbildnerin.
Lisa Dean wirkte von Mitte der 1980er Jahre bis 1998 an insgesamt zwölf US-Spielfilmen als Szenenbildnerin mit. Für die Filme Der mit dem Wolf tanzt und Der Soldat James Ryan wurde sie jeweils für den Oscar für das beste Szenenbild nominiert.

## Filmografie (Auswahl)
- 1987: Barfly
- 1990: Der mit dem Wolf tanzt (Dances with Wolves)
- 1992: Bodyguard
- 1994: Maverick – Den Colt am Gürtel, ein As im Ärmel (Maverick)
- 1995: Assassins – Die Killer (Assassins)
- 1998: Der Soldat James Ryan (Saving Privat Ryan)